# Ángel J. Battistessa
Ángel J. Battistessa (Buenos Aires, 17 de agosto de 1902 - 26 de octubre de 1993) fue un filólogo, crítico, traductor y profesor universitario, cuya obra de escritor y de docente le mereció notoriedad a nivel nacional e internacional y lo distinguió como uno de los más destacados hispanistas contemporáneos.
Discípulo de grandes hispanista españoles como Américo Castro y Dámaso Alonso y se relacionó con figuras europeas de la talla de Ramón Menéndez Pidal, Benedetto Croce, Arturo Farinelli, Karl Vossler, Paul Hazard, entre otros literatos. 
Fue un experto traductor de poetas alemanes, franceses, ingleses e italianos. Sus versiones de Paul Claudel y Paul Valéry merecieron elogios de estos grandes autores franceses. Tradujo, además, a Goethe, Rilke, Shakespeare y Dante Alighieri, cuya Divina comedia, vertida por él, fue la coronación de su obra de traductor.
Battistessa fue asiduo colaborador en la sección cultural de periódicos porteños desde 1927 y en sus páginas literarias aparecieron gran parte de los artículos y las traducciones que más tarde constituyeron sus principales libros.
Fue director de publicaciones como Verbvm, revista del Centro de Estudiantes de Filosofía y Letras; Logos, revista de la Facultad de Filosofía y Letras de la UBA; Cuadernos del Idioma y el Boletín de la Academia Argentina de Letras, institución de la que fue varias veces presidente.
Ángel Battistessa obtuvo importantes distinciones, tanto en su país -Premio Ricardo Rojas, Gran Premio de Honor de la SADE (1977), una distinción especial otorgada por el papa Paulo VI por su traducción del poema dantesco, entre otros reconocimientos- como en el extranjero, fue miembro de varias entidades de cultura, profesor en la Facultad de Filosofía y Letras de la UBA, fundador de los estudios de letras de la Universidad Católica de Buenos Aires, antecesora de la Universidad Católica Argentina, de la cual fue Decano fundador de la carrera de Letras y profesor en la Facultad de Filosofía y Letras de la misma universidad. En 1994 recibió el Premio Konex de Honor a las Letras, otorgado por la Fundación Konex a la personalidad fallecida más destacada de la última década en Argentina.
La Universidad de La Plata (UNLP) y la Universidad de Buenos Aires (UBA) lo declararon doctor honoris causa. También tuvo una actuación destacada en centros de altos estudios europeos, como las universidades de Génova, Oxford, Heidelberg, Cambridge, La Sorbona y Roma. 
Arturo Farinelli lo conceptuó como un «claro humanista moderno», en tanto que Karl Vossler lo percibió como un «sorprendente iluminador de textos», en los cuales el crítico argentino buscó siempre la fisonomía espiritual del escritor, su acento personal e intransferible.

## Obra
Entre sus libros figuran 
- Poetas y prosistas españoles
- Rainer Maria Rilke. Itinerario y estilo
- El poeta en su poema
- Oír con los ojos
- El prosista en su prosa
- El poeta en su poema

De enorme valor son sus ediciones del Martín Fierro, de José Hernández, La cautiva y El matadero, estas últimas de Esteban Echeverría.
También fue autor de numerosos ensayos y artículos no recogidos en volumen.